# Hecker (Illinois)
Pour les articles homonymes, voir Hecker.
Hecker est un village situé au centre-est du comté de Monroe dans l'Illinois, aux États-Unis,. Il est fondé en 1895 et incorporé le 20 novembre 1895.

## Démographie
Lors du recensement de 2010, le village comptait une population de 481 habitants. Elle est estimée, en 2016, à 478 habitants.

### Source de la traduction
- (en) Cet article est partiellement ou en totalité issu de l’article de Wikipédia en anglais intitulé « Hecker, Illinois » (voir la liste des auteurs).